# Örebro (comuna)
Örebro (em sueco: Örebro kommun) é uma comuna da Suécia do condado de Örebro. Sua capital é a cidade de Örebro.
Possui 1 373 quilômetros quadrados e segundo censo de 2018, havia 153 367 pessoas.
Está localizada na margem ocidental do lago Hjälmaren.
 

## Localidades principais
Localidades com mais população da comuna:

| # | Localidade  | População |
| - | ----------- | --------- |
| 1 | Örebro      | 124 027   |
| 2 | Hovsta      | 2 786     |
| 3 | Ekeby-Almby | 2 143     |
| 4 | Garphyttan  | 1 544     |
| 5 | Vintrosa    | 1 398     |
| 6 | Odensbacken | 1 338     |

## Comunicações
Na comuna de Örebro confluem duas estradas europeias – a E18, ligando Karlstad a Estocolmo e a E20, ligando Malmö e Gotemburgo a Estocolmo. Existem linhas ferroviárias, com ligações a Estocolmo, e às províncias de Västmanland, Dalarna, Gästrikland, Västergötland e Östergötland. O aeroporto de Örebro fica 12 km a oeste da cidade de Örebro.